# Mare Vaporum
Mare Vaporum (Mar dels Vapors) és una mar lunar, localitzada entre la vora sud-oest del Mare Serenitatis i la vora sud-est del Mare Imbrium, en la cara visible de la Lluna.
Té un diàmetre d'uns 245 quilòmetres, i una àrea d'uns 32.400 quilòmetres quadrats. El material que envolta al mar és del període Imbrià inferior, i el material interior és de l'època Eratosteniana. La conca del cràter jeu dins de la conca Procellarum.
En la part nord del Mare Vaporum es troba una badia de forma triangular de 70.7 km diàmetre, denominada Sinus Fidei. Cap al sud de la mar s'observa una prima línia clara. Es tracta de la Rima Hyginus. El mar és vorejat al nord pels Montes Apenninus.
Va ser anomenat Hecates Penetralia (Altar d'Hècate) per Pierre Gassendi al voltant de 1630.